# Nicola Piovani
Nicola Piovani (Roma, 26 maggio 1946) è un pianista, compositore e direttore d'orchestra italiano.
Noto autore di colonne sonore, ha lavorato con alcuni dei maggiori registi del cinema italiano, vincendo il premio Oscar nel 1999 per le musiche del film La vita è bella di Roberto Benigni.
Riceve inoltre nel corso degli anni quattro David di Donatello, quattro premi Colonna Sonora, quattro Nastri d’argento, due Ciak d’oro, il Globo d'oro della stampa estera e il Premio Elsa Morante. 
In Francia, ottiene per due volte la nomination al César, il premio del pubblico e la menzione speciale della giuria al festival Musique et Cinéma di Auxerre.

## Biografia

### La formazione
Nasce a Roma, nel quartiere Trionfale, il 26 maggio 1946. Il padre, Alberico Piovani, originario di Corchiano (in provincia di Viterbo), è un musicista dilettante e suona la tromba nella banda del paese. Sua zia Pina Piovani è un'attrice, che lavora nelle maggiori compagnie teatrali romane, come quelle di Ettore Petrolini, Aldo Fabrizi e Romolo Balzani. Con quest'ultimo ella nel 1935 fonda la Compagnia Musicale Romana di Romolo Balzani – Pina Piovani. 
Da bambino comincia a studiare inizialmente la fisarmonica, poi il pianoforte. Successivamente si diplomerà in pianoforte al Conservatorio Giuseppe Verdi di Milano.
Sono gli anni della “contestazione”, e, dopo il liceo Mamiani, all'università Piovani entra in un collettivo, del quale fa parte fra gli altri il regista Silvano Agosti. Nel 1968 il gruppo produce una serie di cinegiornali, che documentano il movimento studentesco, e a Piovani viene affidato l'incarico di realizzare il commento musicale: sarà la sua prima colonna sonora.

### Gli esordi
L'esordio in un lungometraggio arriva l'anno successivo. Silvano Agosti chiede di lavorare a N.P. - Il segreto, protagonista Irene Papas.
Nel frattempo Piovani continua a studiare e a fare diverse esperienze professionali. Per guadagnarsi da vivere suona in un locale di cabaret, dove una sera ha l'occasione di accompagnare Vittorio De Sica, che canta Parlami d'amore Mariù. Incontra il grande compositore greco Manos Hadjidakis, per il quale si offre di lavorare come “negro” (cioè come orchestratore anonimo) allo scopo di carpire i segreti della composizione e della scrittura orchestrale.
Lavora come arrangiatore per la casa discografica Produttori Associati e viene coinvolto da Fabrizio De André come coautore di due album: Non al denaro non all'amore né al cielo e il successivo Storia di un impiegato.
Con la compagnia teatrale di Carlo Cecchi partecipa a numerosi spettacoli teatrali in tutta Italia scrivendo le musiche di scena e talvolta partecipando in prima persona agli spettacoli come pianista e batterista.

### La carriera cinematografica
Il regista Marco Bellocchio, dopo aver visto N.P. - Il segreto, si rivolge a Piovani per la colonna sonora del suo film Nel nome del padre (1972). La collaborazione con Bellocchio (che durerà più di un decennio) è l'inizio di una carriera che porta il compositore a incontrare quasi tutti i maggiori autori del cinema italiano degli anni Settanta e Ottanta: fra gli altri, i fratelli Taviani, Nanni Moretti, Mario Monicelli, Giuseppe Tornatore, Federico Fellini. Per il celebre regista riminese, in particolare, Piovani scrive le colonne sonore degli ultimi tre film (Intervista, Ginger e Fred e La voce della luna), prendendo di fatto il posto dello scomparso Nino Rota.
Il sodalizio con Roberto Benigni ha inizio con lo spettacolo teatrale "Tutto Benigni" per poi continuare con La vita è bella, premiato con l'Oscar per la migliore colonna sonora di film drammatico. A Los Angeles, subito dopo aver ritirato la statuetta, Piovani approfitta dell'occasione per far sapere alla stampa statunitense di non essere uno pseudonimo di Ennio Morricone (così aveva erroneamente scritto anni prima un'enciclopedia americana). 
Piovani lavora molto anche all'estero, soprattutto in Europa. Fra i registi stranieri con i quali ha collaborato ricordiamo Ben Verbong, Pál Gábor, Dusan Makavejev, Bigas Luna, Jos Stelling, John Irvin, Sergej Bodrov, Éric-Emmanuel Schmitt, Philippe Lioret, Danièle Thompson, Xavier Durringer.
Il 21 maggio 2008, al festival di Cannes, il ministro della Cultura francese gli consegna il titolo di Cavaliere dell'Ordre des Arts et des Lettres della Repubblica francese.

### La carriera teatrale
Accanto al lavoro per il cinema, Piovani si dedica anche alle musiche di scena. Firma spettacoli per Carlo Cecchi, Luca De Filippo, Maurizio Scaparro, Vittorio Gassman e tanti altri registi del teatro italiano. Con Luigi Magni e Pietro Garinei crea per il Teatro Sistina la commedia musicale I sette re di Roma, protagonista Gigi Proietti.
Alla fine degli anni Ottanta inizia il sodalizio artistico con lo scrittore Vincenzo Cerami. Insieme all’attore Lello Arena, fondano la Compagnia della Luna, con l’intento di dare vita a un genere che in quel momento non trova spazio sulle scene italiane, un teatro dove musica e parola abbiano ambedue ampio spazio e interagiscano sul piano espressivo. I primi frutti di questa collaborazione sono La cantata del Fiore (1988) e La cantata del Buffo (1990): le due opere, unite successivamente in un unico spettacolo, vengono rappresentate in tutta Italia per quasi duecento repliche. Seguono Il signor Novecento (1992) e Canti di scena (1993). In quest’ultimo allestimento, replicato per sei stagioni, i due autori sono presenti in palcoscenico, con la complicità di un piccolo ensemble orchestrale, di tre cantanti e dell’attrice Norma Martelli. In Romanzo musicale (1998) Cerami e Piovani raccontano i miti della classicità visti con gli occhi dell’uomo contemporaneo. 
Nel 1998, al Teatro Mancinelli di Orvieto, viene eseguita per la prima volta La Pietà, stabat mater per voce recitante, due cantanti e un’orchestra di ventitré elementi, che Piovani scrive su testo di Vincenzo Cerami. Nella Pasqua del 1999, su invito dell’Autorità Nazionale Palestinese, La Pietà viene offerta alla cittadinanza di Betlemme come messaggio di pacificazione ai popoli della Terra Santa; nel 2004 è riproposta in una doppia rappresentazione nel territorio palestinese di Betlemme e in quello israeliano di Tel Aviv. 
Nel 2000 debutta Concerto fotogramma: uno spettacolo in cui Piovani compendia e traveste in forma teatrale trenta anni di creazioni per il cinema. È del 2001 il Concerto in quintetto che propone brani scritti per il cinema, per il teatro, per concerto, appositamente rivisitati, riarrangiati da Nicola Piovani in versione da piccolo gruppo di solisti, fra i quali spicca innanzitutto il ruolo del pianoforte, suonato dall’autore. Il repertorio è quello che viene dal cinema dei Taviani, di Moretti, di Benigni, di Fellini. 
Nel 2003 su commissione del governo greco nasce L’isola della luce, una partitura per voce recitante, due cantanti e orchestra su brani dall’Ecclesiaste e testi di Omero, Sicilo, Byron, Einstein, Seferis, Mesomede da Creta e Vincenzo Cerami. L'opera viene eseguita fra le rovine dell’isola di Delos come spettacolo inaugurale dei giochi olimpici di Atene. Un'altra commissione, quella del Théâtre National de Chaillot, permette la nascita di Concha Bonita, création musicale: uno spettacolo che si colloca a metà strada fra l’opera e la commedia musicale, composto su libretto di René de Ceccatty e Alfredo Arias, applaudito dal pubblico parigino nella stagione 2002-2003. Nel 2005 Concha Bonita viene tradotto da Cerami e Piovani per l’edizione italiana andata in scena all’Ambra Jovinelli di Roma e poi replicata in tutta Italia per quattro stagioni, con Gennaro Cannavacciuolo nei panni nel protagonista Carlo. 
Per commemorare i cento anni dalla nascita della Cgil, nel 2006 Piovani compone e dirige, su testo di Cerami, La cantata dei cent’anni.
Nel 2007 compone una suite orchestrale ispirata al numero sette, intitolata Epta.
Nel 2008 è stato nominato Chevalier dans l’ordre des Arts et des Lettres dal ministro francese della Cultura, onorificenza conferita alle personalità che si sono distinte per le loro creazioni in campo artistico e letterario.
Nel 2009, su testo di Eduardo De Filippo, scrive la cantata sinfonica Padre Cicogna, rappresentata al teatro San Ferdinando di Napoli per i venticinque anni dalla scomparsa dell’autore: in scena, Luca De Filippo (voce recitante) e l’orchestra del San Carlo diretta dallo stesso Piovani. 
Fra le tante esecuzioni sinfoniche di musiche da film, se ne segnalano due: quella del 1994 a Johannesburg, che per la prima volta nella storia del Sudafrica ha visto in palcoscenico un’orchestra di strumentisti bianchi e una cantante di colore, e quella del 2002 al Festival di Cannes, in occasione di una leçon de musique che Piovani ha dedicato alla musica nel cinema di Fellini.
Nel Settembre 2011 al Ravello Festival presenta Viaggi di Ulisse, il racconto musicale per orchestra e voci registrate che recitano versi di Joyce, Kavafis, Omero, Saba e Tasso. 
Nel giugno 2014 è stata eseguita dall’orchestra sinfonica nazionale della Rai di Torino una sua nuova composizione dal titolo, Sarajevo.
Nel 2015, commissionata da Ravenna Festival, Piovani scrive Vita nova cantata per voce recitante, soprano e piccola orchestra. "La Vita Nuova è una partitura che scrivo con l’ambizione di raccontare in musica l’emozione che può ancora dare a un uomo del terzo millennio la lettura del capolavoro giovanile dantesco."
Sempre nel 2015, debutta al Festival di Ravenna La musica è pericolosa - un racconto musicale, narrato da un manipolo di strumenti chiamati ad agire in scena. A scandire le stazioni di questo viaggio musicale in libertà, Nicola Piovani racconta al pubblico il senso di quei frastagliati percorsi che l’hanno portato a fiancheggiare il lavoro di De André, di Fellini, di Magni, di registi spagnoli, francesi, olandesi, per il teatro, il cinema, la televisione, per cantanti e strumentisti, alternando l’esecuzione di brani teatralmente inediti a nuove versioni di pagine più note, riarrangiate per l’occasione. I video di scena integrano la narrazione con spezzoni di film e di spettacoli, e poi con immagini che artisti come Luzzati e Manara hanno dedicato all’opera musicale di Piovani.
Nel 2016 realizza le colonne sonore per i film L’Indomptée di Caroline De Rois che ha vinto il Premio Colonna sonora originale al Festival di Cinéma Européen des Arcs, Le Confessioni di Roberto Andò e Assolo di Laura Morante. La RAI nei mesi di febbraio e marzo ha messo in onda con il titolo La cometa musicale di Piovani sei opere: La Vita Nuova, Canti di scena, Semo o nun Semo, Viaggi di Ulisse, Padre Cicogna, Epta. Nel novembre 2016, al Festival del Cinema Italiano di Madrid, gli è stato assegnato il Premio alla Carriera.

Piovani ha anche composto la prima opera lirica Amorosa presenza su libretto di Aisha Cerami e Nicola Piovani, tratto dal romanzo di Vincenzo Cerami e viene rappresentato al Teatro Verdi di Trieste nel gennaio 2022.

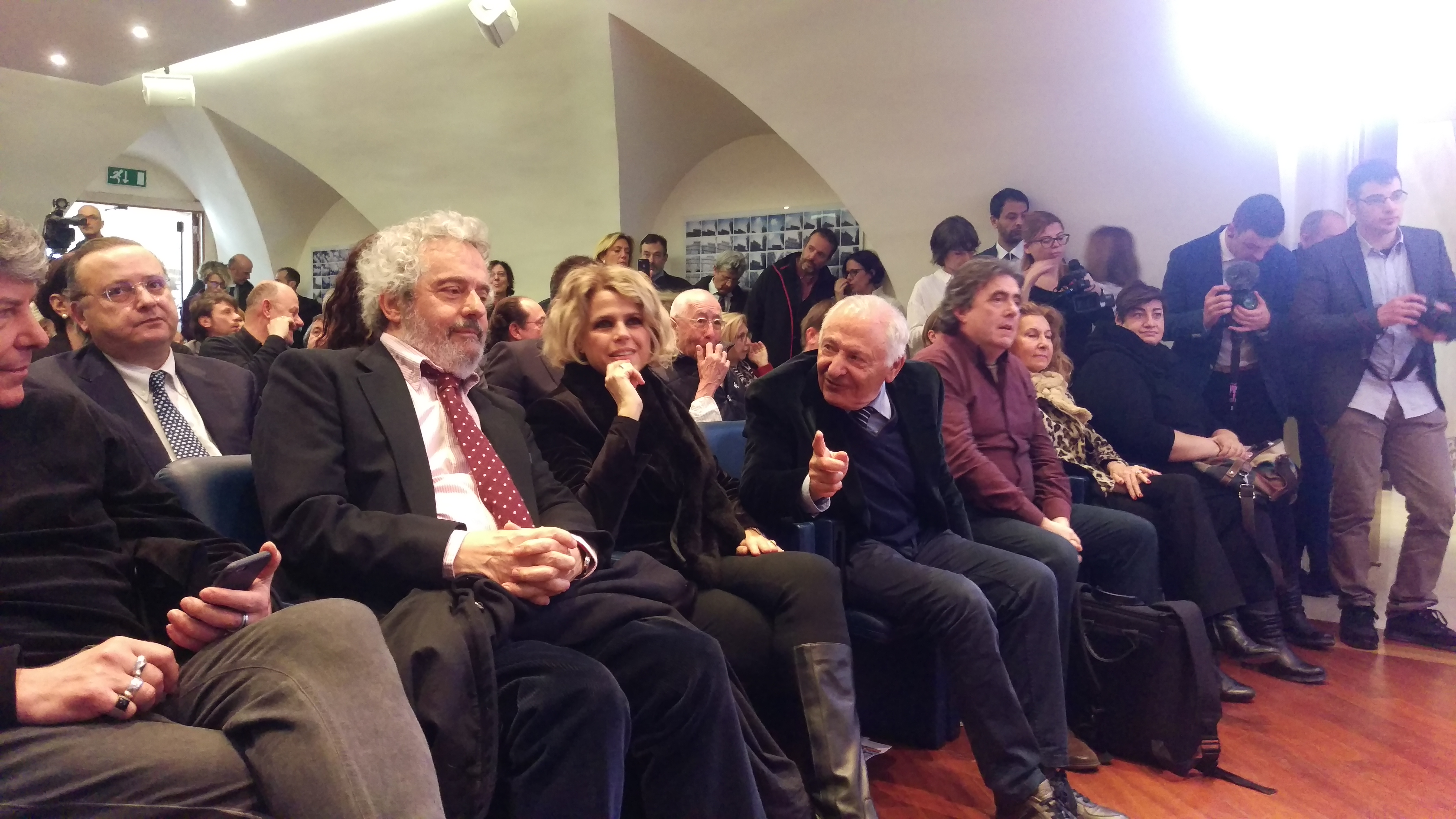
Piovani, Tosca e Mogol

### Le canzoni
Oltre ai due album con Fabrizio De André, già menzionati, la produzione di Piovani comprende diverse decine di canzoni, composte perlopiù per spettacoli teatrali. Con Cerami e Benigni, prima ancora della collaborazione cinematografica, scrive per il tour dal vivo Tuttobenigni tre canzoni, fra le quali la celebre Quanto t'ho amato. Dal tema principale di La vita è bella viene tratta Beautiful that way, con le parole della cantante israeliana Noa.
Nel 2013 esce "Piovani cantabile". Le canzoni composte da Piovani cantate da grandi voci: da Mannoia a Benigni, da Servillo a Giusy Ferreri, da Gigi Proietti a Noa, Gianni Morandi, Giorgia, Tosca, Vittorio Grigolo, Jovanotti, De Gregori.

### Altre attività
Nel 2013 è stato presidente della giuria di qualità alla 63ª edizione del Festival di Sanremo, condotta da Fabio Fazio e Luciana Littizzetto; nel giugno 2014 ha composto la musica che ha fatto, fino all'8 settembre 2022, da sottofondo ai titoli di testa del TG1, dal titolo Kopertina.
Nel 2014 viene pubblicato il suo libro La musica è pericolosa. Nel libro Piovani ricorda com’è cambiata la sua vita con l’arrivo in casa della rivoluzionaria Lesaphon Perla, la fonovaligia acquistata per le feste di suo fratello e su cui lui ascoltava insaziabilmente Bach e Beethoven. Racconta come sono nate molte delle sue musiche prendendo ispirazione anche dalla sua infanzia, come La banda del pinzimonio composta per Benigni, la combinazione mi-fa-sol di Il bombarolo scritta per De André o la canzone Quanto t’ho amato, scritta con l’amico Vincenzo Cerami, al fianco del quale ha lavorato per tanti anni.
Nel gennaio 2017 è ospite assieme ad altri artisti del concerto dell'artista Tosca all'Auditorium Parco della Musica.
A partire dall'estate 2022 è il nuovo direttore artistico del Gigi Proietti Globe Theatre a Roma.

## Onorificenze, premi e riconoscimenti
il 21 maggio 2008, al festival di Cannes, il ministro della Cultura francese gli consegna il titolo di Cavaliere dell'Ordre des Arts et des Lettres della Repubblica francese.
- David di Donatello
  - 1983 - Candidatura per la miglior colonna sonora per La notte di San Lorenzo
  - 1985 - Candidatura per la miglior colonna sonora per Kaos
  - 1986 - Miglior colonna sonora per Ginger e Fred
  - 1989 - Candidatura per la miglior canzone originale per 'O re
  - 1990 - fcandidatura per la miglior colonna sonora per La voce della Luna
  - 1994 - Miglior colonna sonora per Caro diario
  - 1996 - Candidatura per la miglior colonna sonora per Per amore, solo per amore
  - 1997 - Candidatura per la miglior colonna sonora per La mia generazione
  - 1998 - Candidatura per la miglior colonna sonora per La vita è bella
  - 2001 - Miglior colonna sonora per La stanza del figlio
  - 2003 - Candidatura per la miglior colonna sonora per Pinocchio
  - 2015 - Candidatura per la miglior colonna sonora per Hungry Hearts
  - 2019 - Candidatura per la miglior colonna sonora per A casa tutti bene
  - 2019 - Candidatura per la migliore canzone originale per A casa tutti bene
  - 2022 - Miglior colonna sonora per I fratelli De Filippo
  - 2022 - Candidatura per la migliore canzone originale per I fratelli De Filippo
- Premio Oscar
  - 1999 - Miglior colonna sonora per La vita è bella
- Premio colonna sonora per l'attività dell'anno: 1984, 1985, 1986, 1989
- Ciak d'oro - Migliore colonna sonora
  - 1986 per Ginger e Fred[13]
  - 1990 candidatura per Palombella rossa
  - 2001 per La stanza del figlio[14]
- Nastro d'argento
  - 1991 per la miglior musica per La voce della Luna, In nome del popolo sovrano, Il male oscuro, Il sole anche di notte
  - 2003 per Pinocchio
  - 2006 per La tigre e la neve
  - 2015 per la migliore colonna sonora per Hungry Hearts
- Premio Rota e Premio SIAE alla carriera nel 1997
- Premio Luigi Mancinelli, 2004
- Nomination ai César per L'équipier
- Premio "Città di Sanremo" ricevuto al Festival di Sanremo 2008
- Globo d'oro della stampa estera alla carriera, 2009
- Premio scientifico Capo d'Orlando per la suite "EPTA", 2009
- Nomination ai Cesar per "Welcome" di P. Lioret, 2010
- Premio Federico Fellini 8 1/2 per l'eccellenza artistica al Bif&st di Bari, 2011
- Premio Elsa Morante, 2013
- Premio Taobuk Award per il magistero che ha saputo esprimere nell'arte musicale (2014)[15]
- Premio Carlo Savina 2016[16]
- Premio Internazionale Alessandro Cicognini, 2019[17]
- Premio Dessi - Premio speciale, 2021[18]
- Premio migliore colonna sonora del Matera Film Festival 2021.
- Premio Ennio Morricone 2022 al miglior compositore per la colonna sonora del film I fratelli De Filippo.
- Dottorato Honoris Causa presso l'Università degli Studi di Perugia 2022
- Laurea Magistrale honoris causa in Storia e Critica delle Arti e dello Spettacolo presso l’Università degli Studi di Parma, 5 novembre 2022[19]

## Filmografia

### Cinema
- La ragazza di latta, regia di Marcello Aliprandi (1970)
- Sbatti il mostro in prima pagina, regia di Marco Bellocchio (1972)
- Nel nome del padre, regia di Marco Bellocchio (1972)
- Daniele e Maria, regia di Ennio De Concini (1973)
- Flavia, la monaca musulmana, regia di Gianfranco Mingozzi (1974)
- L'invenzione di Morel, regia di Emidio Greco (1974)
- Il profumo della signora in nero, regia di Francesco Barilli (1974)
- Vermisat, regia di Mario Brenta (1974)
- Le orme, regia di Luigi Bazzoni (1975)
- Marcia trionfale, regia di Marco Bellocchio (1976)
- Nel più alto dei cieli, regia di Silvano Agosti (1977)
- Salto nel vuoto, regia di Marco Bellocchio (1980)
- Vacanze in Val Trebbia, regia di Marco Bellocchio (1980)
- Il marchese del Grillo, regia di Mario Monicelli (1981)
- Il minestrone, regia di Sergio Citti (1981)
- La notte di San Lorenzo, regia di Paolo e Vittorio Taviani (1982)
- Gli occhi, la bocca, regia di Marco Bellocchio (1982)
- Kaos, regia di Paolo e Vittorio Taviani (1984)
- Bertoldo, Bertoldino e Cacasenno, regia di Mario Monicelli (1984)
- Segreti segreti, regia di Giuseppe Bertolucci (1985)
- La messa è finita, regia di Nanni Moretti (1985)
- Le due vite di Mattia Pascal, regia di Mario Monicelli (1985)
- Ginger e Fred, regia di Federico Fellini (1986)
- Speriamo che sia femmina, regia di Mario Monicelli (1986)
- Il camorrista, regia di Giuseppe Tornatore (1986)
- L'iniziazione, regia di Gianfranco Mingozzi (1986)
- Intervista, regia di Federico Fellini (1987)
- Strana la vita, regia di Giuseppe Bertolucci (1987)
- Good Morning Babilonia, regia di Paolo e Vittorio Taviani (1987)
- Domani accadrà, regia di Daniele Luchetti (1988)
- Chiari di luna, regia di Lello Arena (1988)
- I cammelli, regia di Giuseppe Bertolucci (1988)
- Manifesto, regia di Dušan Makavejev (1988)
- Palombella rossa, regia di Nanni Moretti (1989)
- Bologna, episodio di 12 registi per 12 città, regia di Bernardo Bertolucci e Giuseppe Bertolucci (1989) - Documentario
- 'o Re, regia di Luigi Magni (1989)
- Il male oscuro, regia di Mario Monicelli (1990)
- In nome del popolo sovrano, regia di Luigi Magni (1990)
- Tracce di vita amorosa, regia di Peter Del Monte (1990)
- La voce della Luna, regia di Federico Fellini (1990)
- Il sole anche di notte, regia di Paolo e Vittorio Taviani (1990)
- La vita sospesa (Hors la vie), regia di Maroun Bagdadi (1991)
- Prosciutto prosciutto (Jamon, jamon), regia di Bigas Luna (1992)
- Le amiche del cuore, regia di Michele Placido (1992)
- Fiorile, regia di Paolo e Vittorio Taviani (1993)
- Di questo non si parla (De eso no se habla), regia di María Luisa Bemberg (1993)
- Uova d'oro (Huevos de oro), regia di Bigas Luna (1993)
- Per amore, solo per amore, regia di Giovanni Veronesi (1993)
- Caro diario, regia di Nanni Moretti (1993)
- Amok, regia di Joël Farges (1993)
- La teta y la luna (La teta i la lluna), regia di Bigas Luna (1994)
- L'olandese volante (De Vliegende Hollander), regia di Jos Stelling (1995)
- Nemici d'infanzia, regia di Luigi Magni (1995)
- Un mese al lago (A Month by the Lake), regia di John Irvin (1995)
- Uomo d'acqua dolce, regia di Antonio Albanese (1996)
- La mia generazione, regia di Wilma Labate (1996)
- Más allá del jardín, regia di Pedro Olea (1996)
- La vita è bella, regia di Roberto Benigni (1997)
- Santo Stefano, regia di Angelo Pasquini (1997)
- Tu ridi, regia di Paolo e Vittorio Taviani (1998)
- Amor nello specchio, regia di Salvatore Maira (1999)
- La fame e la sete, regia di Antonio Albanese (1999)
- La seconda ombra, regia di Silvano Agosti (2000)
- La carbonara, regia di Luigi Magni (2000)
- Vipera, regia di Sergio Citti (2001)
- La stanza del figlio, regia di Nanni Moretti (2001)
- Il nostro matrimonio è in crisi, regia di Antonio Albanese (2002)
- Nowhere, regia di Luis Sepúlveda (2002)
- Pinocchio, regia di Roberto Benigni (2002)
- Clownin' Kabul, regia di Enzo Balestrieri e Stefano Moser (2002) - Documentario
- Gli indesiderabili, regia di Pasquale Scimeca (2003)
- La tigre e la neve, regia di Roberto Benigni (2005)
- La mafia è bianca, regia di Stefano Maria Bianchi e Alberto Nerazzini (2005) - Documentario
- Fascisti su Marte, regia di Corrado Guzzanti e Igor Skofić (2006)
- Un po' per caso, un po' per desiderio (Fauteuils d'orchestre), regia di Danièle Thompson (2006)
- Lezioni di felicità (Odette Toulemonde), regia di Éric-Emmanuel Schmitt (2006)
- Je vais bien, ne t'en fais pas, regia di Philippe Lioret (2006)
- Amore che vieni, amore che vai, regia di Daniele Costantini (2008)
- Welcome, regia di Philippe Lioret (2009)
- Il grande sogno, regia di Michele Placido (2009)
- Tris di donne e abiti nuziali, regia di Vincenzo Terracciano (2009)
- Boris - Il film, regia di Giacomo Ciarrapico, Mattia Torre e Luca Vendruscolo (2011)
- Chef (Comme un Chef), regia di Daniel Cohen (2012)
- Ciliegine, regia di Laura Morante (2012)
- Sams im gluck, regia di Peter Gersina (2012)
- Mamarosh, regia di Momčilo Mrdakovic (2012)
- Benur - Un gladiatore in affitto regia di Massimo Andrei (2013)
- C'era una volta, regia di Renat Davletiarov (2013)
- La trattativa, regia di Sabina Guzzanti (2014)
- Banana, regia di Andrea Jublin (2014)
- Hungry Hearts, regia di Saverio Costanzo (2014)
- Una gita a Roma, regia di Karin Proia (2017)
- A casa tutti bene, regia di Gabriele Muccino (2018)
- Una festa esagerata, regia di Vincenzo Salemme (2018)
- Il traditore, regia di Marco Bellocchio (2019)
- Hammamet, regia di Gianni Amelio (2020)
- Gli anni più belli, regia di Gabriele Muccino (2020)
- I fratelli De Filippo, regia di Sergio Rubini (2021)
- Gli amori di Anaïs (Les Amours d'Anaïs), regia di Charline Bourgeois-Tacquet (2021)
- Leonora addio, regia di Paolo Taviani (2022)
- Manodopera (Interdit aux chiens et aux Italiens), regia di Alain Ughetto (2022)
- I limoni d’inverno, regia di Caterina Carone (2023)
- Il treno dei bambini, regia di Cristina Comencini (2024)

### Televisione
- Amico mio - serie TV (1993-1998)
- Linda e il brigadiere - serie TV (1997-2000)
- Resurrezione - miniserie TV (2001)
- Angelo il custode - serie TV (2001)
- Luisa Sanfelice - miniserie TV (2004)
- AnnoZero - approfondimento giornalistico (2006-2011)
- La mia casa è piena di specchi - miniserie TV (2010)
- Servizio Pubblico - approfondimento giornalistico (dal 2012)
- L'ultimo papa re - miniserie TV (2013)
- Tg1 - telegiornale (2014-2022)
- Adrian - serie animata (2019)
- Il cavallo e la torre - approfondimento giornalistico (dal 2022)

### Cortometraggi
- Presto sarà domani, regia di Michele Placido (2022)